# Черепаха (подводная лодка)
«Черепаха» (англ. Turtle) — первая боевая подводная лодка, спроектированная и построенная в Эссексе, штат Коннектикут, в 1775 году школьным учителем Дэвидом Бушнеллом. 
Назначение «Черепахи» — уничтожение вражеских судов путём прикрепления к ним взрывчатого вещества в пределах гавани.

## Конструкция

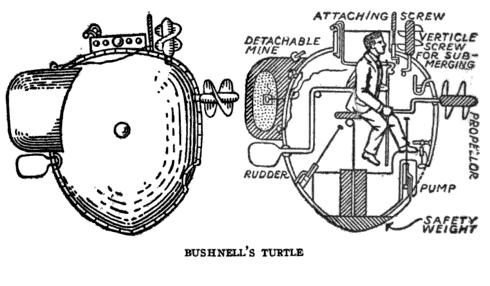
Устройство «Черепахи», иллюстрация 1920 года

Лодка имела чечевицеобразную форму, напоминая два спинных щита черепахи, герметически спаянные между собой; наверху был небольшой купол со стеклами, через который входили в подлодку; манометр указывал глубину погружения. 
Корпус представлял собой две деревянные раковины, покрытые дёгтем. 
Длина судна составляла 2,3 м (7,5 футов), высота — 1,8 м (6 футов), ширина — 0,9 м (3 фута). 
Погружение и всплытие обеспечивалось работой ручного насоса, который закачивал и выкачивал воду (которая использовалась в качества балласта) из резервуаров, передвижение обеспечивалось благодаря винтам, приводимым в движение мускульной силой. Кроме того, под корпусом лодки помещался свинцовый отрывной груз, служащий балластом и используемый для аварийного всплытия.
Подводная лодка была рассчитана на одного человека. Запас воздуха для дыхания был рассчитан на полчаса подводного плавания.
Описание конструкции сохранилось на ряде схем, достоверность которых оспаривается рядом авторитетных авторов (Константином Дебу, Яковом Солдатовым). 
Мнение английского историка сэра Алана Бургойна (Alan H. Burgoyne, 1880—1929):
Эти чертежи, вероятно, позднейшего происхождения и являются скорее плодом живого воображения. Два соображения говорят в пользу наших предположений. Во-первых, присутствие винтовых движителей, которые, как мы знаем, были изобретены около 30 лет позднее, и, во-вторых, в одном из планов (не помещенных здесь) дано изображение сидящего на сидении в судне человека, одетого в ярко выраженную позднейшую форму. Фантастические и совершенно непонятные насосы и трубы, установленные на судне, переносят нас в область таинственности, что подозрительно…

## Боевое применение

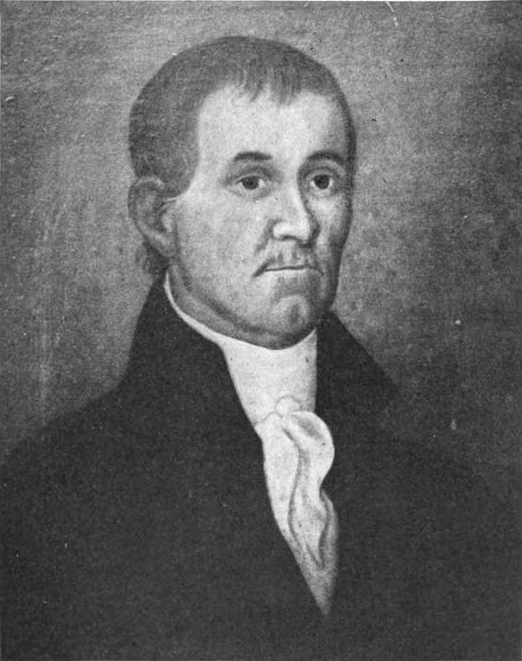
Эзра Ли

7 сентября 1776 года вошло в историю как дата первого боевого применения подводной лодки. «Черепаха» попыталась атаковать  британский флагман (фрегат HMS Eagle). 
Сержант-доброволец Эзра Ли вызвался подвести «Черепаху» к фрегату и прикрепить мину, но мину присоединить к кораблю не удалось — он наткнулся на железный бугель и не смог пробуравить корпус. 
Ли, бросив взрывное устройство на произвол судьбы, удалось уйти. Когда он всплыл, чтобы сориентироваться, то вынужден был отбиваться от малых судов, направленных к месту атаки британцами. При этом мина с запущенным часовым механизмом всплыла и взорвалась в Ист-Ривер, не причинив вреда.
Новая попытка атаковать английские корабли состоялась 8 октября на реке Гудзон. «Черепаху» на буксире подводили к месту атаки, но англичане вовремя заметили противника и, открыв огонь из орудий, потопили и буксирующее судно, и лодку.

## Современное состояние
«Черепаха» так и не была обнаружена после гибели. Однако она вошла в историю как первая боевая подводная лодка, и в музеях экспонируются как минимум четыре полноразмерные реконструкции этой подводной лодки. Они заметно отличаются по форме корпуса — два макета в США имеют форму, близкую к эллипсоиду, а европейские реплики больше напоминают формой жёлудь.

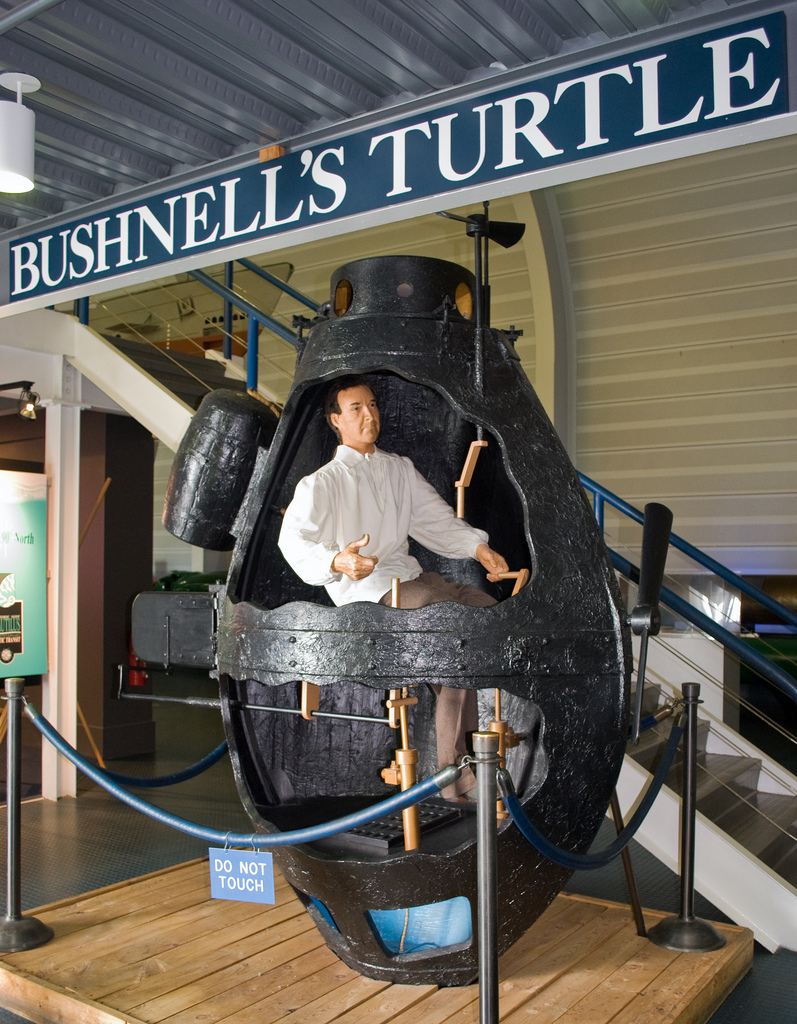
Музей подводных сил США, Гротон, штат Коннектикут, США
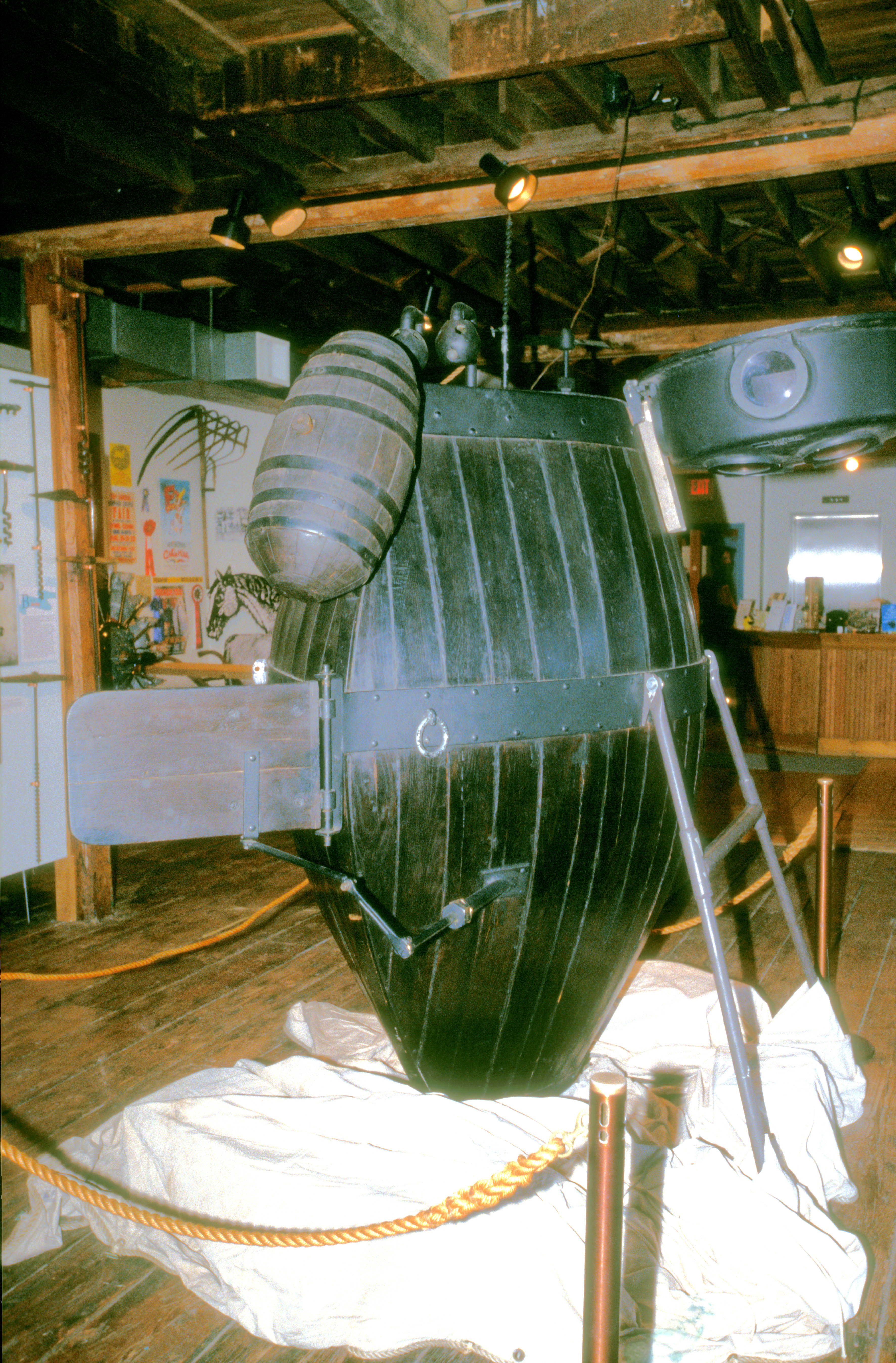
Музей реки Коннектикут, Эссекс, штат Коннектикут, США
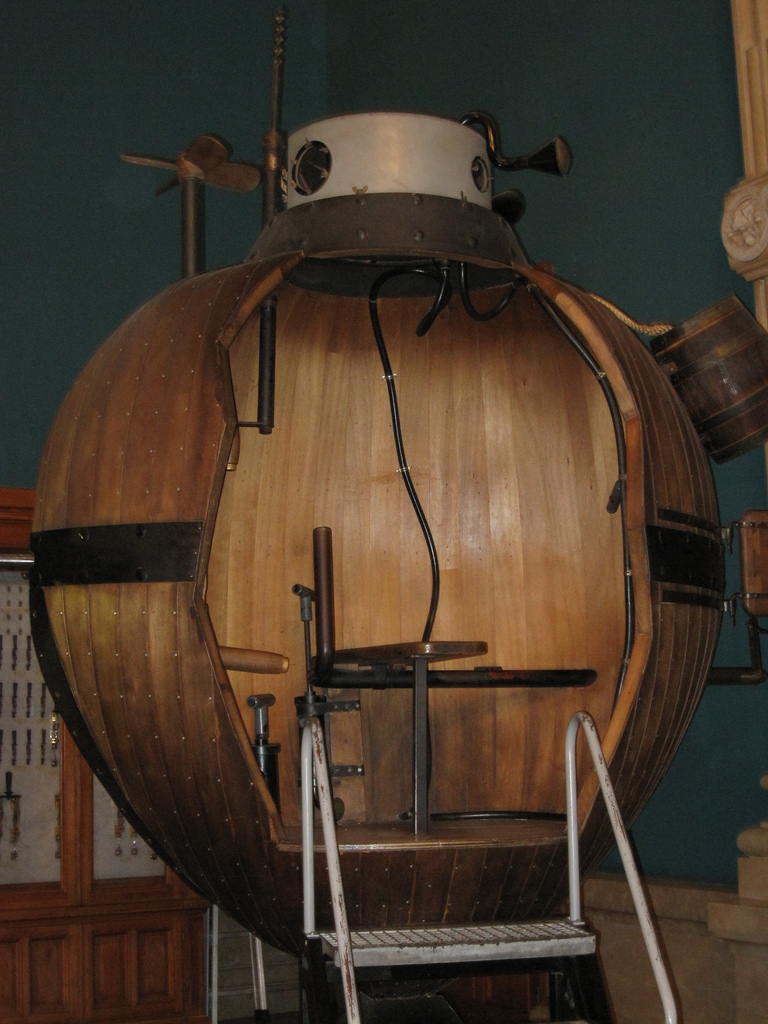
Океанографический музей Монако
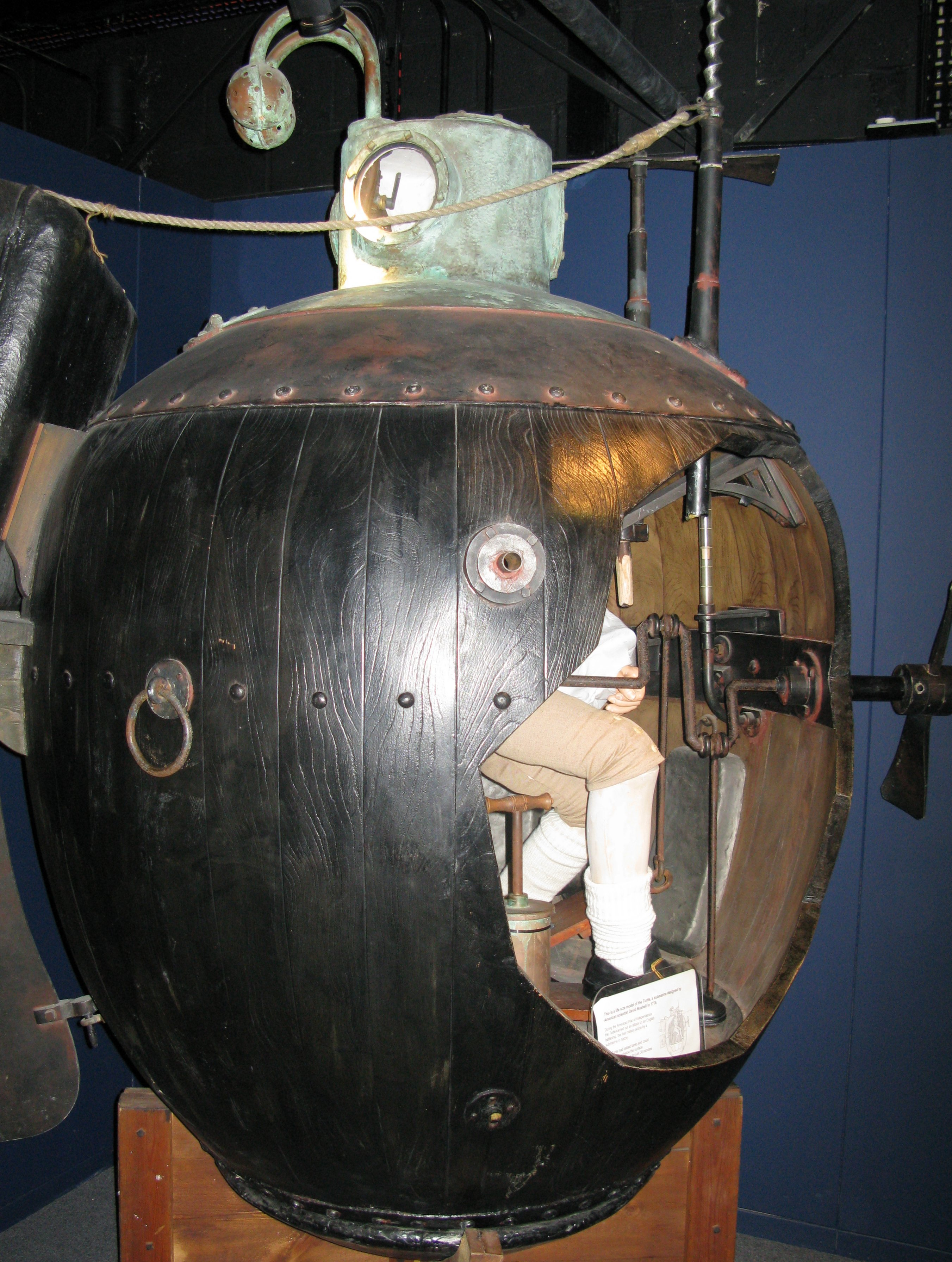
Музей подводных сил КВМФ, Госпорт, Великобритания